# Радіовежа

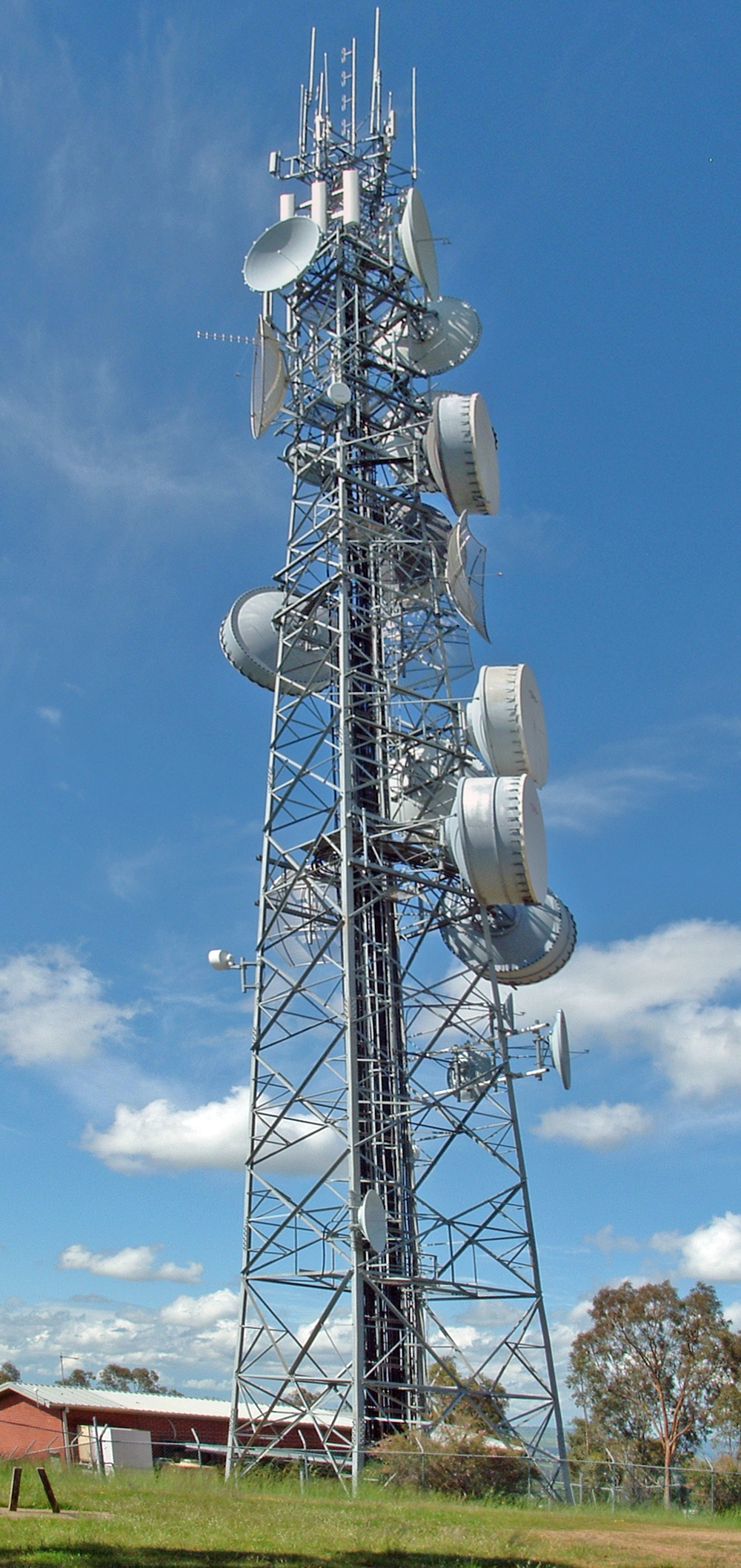
Радіовежа на основі металевих ферм

Радіове́жа (радіощогла, радіобашта, телевежа, телебашта, телевізійна вежа) — висока структура, призначена задля підтримки антен для телекомунікації та трансляції (передавання) радіосигналу, у тому числі телебачення. Ці структури є одними з найвищих, збудованих людиною. Найвищою в історії була Варшавська радіощогла, що впала 1991 року, залишивши найвищою вежу KVLY-TV.
Прототипом сучасних радіовеж вважається вежа «Ворденкліф», спроєктована та споруджена Ніколою Теслою в Нью-Йорку.
Телевежі становлять інтерес з погляду передачі сигналу на частоті ультракоротких хвиль і вище. Ці частоти поширюються прямолінійно, лише у межах прямої видимості. Тобто чим вище знаходиться антена, тим далі йде сигнал від неї і більше радіус зв'язку.
Першою у світі суцільнометалевою щоглою, є Київська телевежа.
За типовим проєктом 3803-КМ (34084-КМ) побудовано Львівську телевежу.

## Матеріали
Сталеві ґратки
Сталева ґратка є найпоширенішою формою конструкції. Вона забезпечує більшу міцність, малу вагу й незначний опір вітру, та заощадження у використанні матеріалів. Ґрати трикутного перерізу є найпоширенішими, також широко використовують і квадратні ґратки.

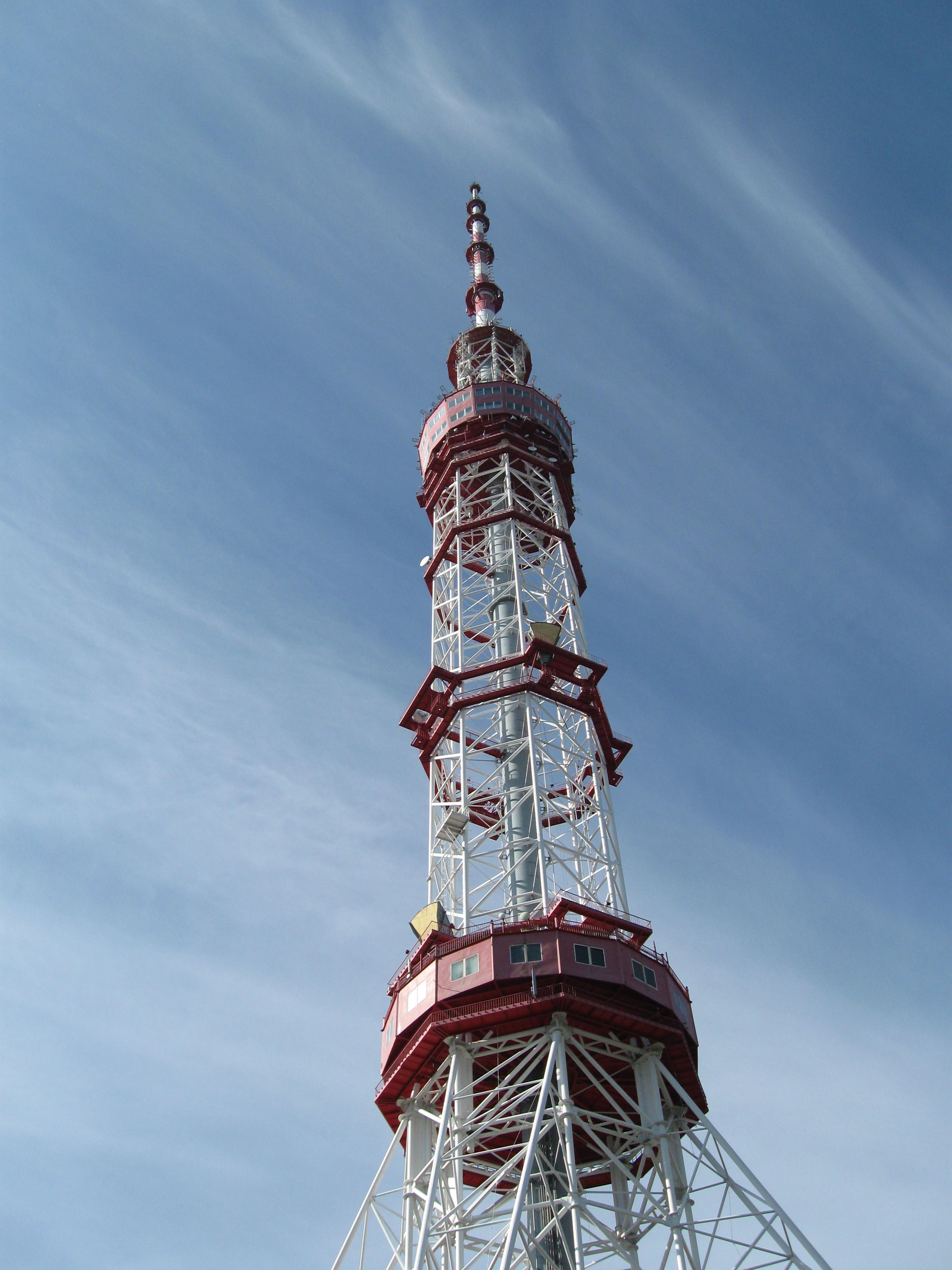
Київська телевежа (споруджена 1973). Сучасне фото

Побудована як вежа, така структура може мати паралельні боки або звужуватися вздовж частини, або всієї її висоти. Прикладом щогли, котру побудовано з декількох секцій, які звужуються за експонентою з висотою, є Київська телевежа, Ейфелева вежа, та інші.
Трубчаста сталь
Вантові щогли іноді також побудовано зі сталевих труб. Цей вид конструкції має ту перевагу, що кабелі та інші компоненти може бути захищено від впливу погодних умов усередині труби, отже, структура може виглядати чистіше та надійніше. Ці щогли переважно використовують для FM- / TV-мовлення, але іноді і як радіощогли. Велика Вінницька телевежа передавальної станції є хорошим прикладом цього. Недоліком цього типу веж, є те, що вона набагато більше залежить від вітрів, ніж «відкриті» щогли. Кілька трубчастих вантових щогл рухнули. Наприклад, у Великій Британії телевізійна щогла завалилася у 1960-ті роки, а у Німеччині, щогла з передавачем Bielstein зруйнувалася 1985 року. Трубчасті щогли було побудовано у багатьох країнах: Україні, Німеччині, Франції, Великій Британії, Чехії, Словаччині, Японії, Російській федерації та інших, у той час, як їх майже немає, наприклад, у Північній Америці.
У низці міст України кілька трубчастих вантових щогл з поперечними перекладинами, що йдуть від структури було побудовано у 1960-х роках. Усі ці щогли використовують винятково для FM і TV передавань.
Залізобетон
Залізобетонні вежі занадто дорогі у будівництві, але забезпечують високий ступінь механічної міцності за дуже сильного вітру. Це може бути важливо, коли там є антени з вузькими променями, наприклад, ті, які використовують для СВЧ-точка-точка зв'язку.
1950 року AT & T, побудовано численні бетонні вежі, що більш нагадують елеватори, ніж вежі, для свого першого трансконтинентального мікрохвильового зв'язку. Багато з них все ще використовують сьогодні.
У Німеччині та Нідерландах більшість веж, побудованих для точка-точка мікрохвильового зв'язку, зроблено із залізобетону, у той час, як у Великій Британії, більшість з них — ґратчасті опори.
Бетонні вежі можуть утворювати престижні пам'ятки, такі як Сі-Ен Тауер у Торонто. Крім розміщення технічного персоналу, ці будівлі можуть мати громадські місця, як-от оглядові майданчики або ресторани.
Телевежа Штутгарт була першою вежею у світі побудованою із залізобетону. ЇЇ було розроблено 1956 року інженером Леонхардтом.
Скловолокно та інші композитні матеріали
Скловолокно іноді використовують для щогл малопотужних радіомаяків ненаправленої дії або широкомовних передавачів середніх хвиль. Вуглецеві волоконні вежі традиційно були занадто дорогими, але останні розробки призвели до рішень, які пропонують міцні аналогічні матеріали — тепер дозволяючи будувати вежі у тих місцях, де важко отримати доступ з підіймальним устаткуванням, яке потрібно для монтажу сталевої конструкції.

## Інтернет-ресурси
- All U.S. towers over 200 feet. wireless.fcc.gov. — Towers transmitting on certain frequencies, or having transmitters over a certain power, must be registered in the US. This is the online directory.

- Broadcast transmission sites in the U.K. Transmission Gallery (photos).
- Constructing stayed masts. Transmission Gallery. Архів оригіналу за 14 січня 2006.
- Fybush, Scott. international tower photographer who has documented thousands of towers in his travels. fybush.com (photos).
- Bosscher, Tom. Western Michigan's website on towers of Michigan. broadcast.net/~sbe102 (photos). Архів оригіналу за 1 травня 2006.
- Fitzpatrick, Mike. contains tower pictures from New England, New York, and beyond. NECRAT.US tower based website (photos). — contains tower pictures from New England, New York, and beyond
- Turkish towers. ser.net.tr (Turkish) .
- Amateur radio tower construction project. n0hr.com.
- Displays over 12000 towers at least 80 meters tall, used in wind resource assessment. windpole.com.
- French towers. wanadoo.fr (French) .
- The legal landscape when a tower collapses. mobar.org/journal/2001. Архів оригіналу за 19 лютого 2002.
- Moore, Richard. U.K. TV and radio transmission sites. Anorak Zone photo gallery (the-moores.co.uk) (photos). Архів оригіналу за 9 грудня 2012.
- Mobile phone masts & radio base station planning U.K. mobilemastinfo.com. Архів оригіналу за 16 вересня 2008.
- Various communication masts & towers near Atlanta, Georgia. troyb.net (photos).
- UK masts and towers. thebigtower.com.
- Searchable map of all registered transmitters in Australia. maps.spench.net/rf.